# Jean Stéphane Tolar
Jean Stéphane Tolar (ur. 4 lipca 1984 w Saint-Louis) – francuski siatkarz, reprezentant kraju. W 2009 znalazł się w kadrze narodowej, która zdobyła wicemistrzostwo Europy.

## Sukcesy klubowe
Puchar CEV:
- 2005

Mistrzostwo Francji:
- 2009, 2011

Puchar Francji:
- 2011

Mistrzostwo Belgii:
- 2012

## Sukcesy reprezentacyjne
Mistrzostwa Europy:
- 2009